# Fosfo-N-acetilmuramoil-pentapeptid-transferaza
Fosfo-N-acetilmuramoil-pentapeptid-transferaza (EC 2.7.8.13, MraY transferaza, 55-izoprenoid alkoholna transferaza, UDP-MurNAc-Ala-gamaDGlu-Lys-DAla-DAla:undekaprenilfosfat transferaza, fosfo-N-acetilmuramoil pentapeptidna translokaza, fosfo-MurNAc-pentapeptidna transferaza, fosfo-NAc-muramoil-pentapeptidna translokaza (UMP), fosfoacetilmuramoilpentapeptidna translokaza, fosfoacetilmuramoilpentapeptidtransferaza) je enzim sa sistematskim imenom UDP-MurAc(oil-L-Ala-gama-D-Glu-L-Lis-D-Ala-D-Ala):undekaprenil-fosfat fosfo-N-acetilmuramoil-pentapeptid-transferaza. Ovaj enzim katalizuje sledeću hemijsku reakciju
UDP-Mur2Ac(oil-L-Ala-gama-D-Glu-L-Lys-D-Ala-D-Ala) + undekaprenil fosfat {\displaystyle \rightleftharpoons } UMP + Mur2Ac(oil-L-Ala-gama-D-Glu-L-Lys-D-Ala-D-Ala)-difosfoundekaprenol
Kod Gram-negativnih i pojedinih Gram-pozitivnih organizama L-lizin je zamenjen meso-2,6-diaminoheptanedioatom.

## Literatura
- Nicholas C. Price; Lewis Stevens (1999). Fundamentals of Enzymology: The Cell and Molecular Biology of Catalytic Proteins (Third изд.). USA: Oxford University Press. ISBN 019850229X.
- Eric J. Toone (2006). Advances in Enzymology and Related Areas of Molecular Biology, Protein Evolution (Volume 75 изд.). Wiley-Interscience. ISBN 0471205036.
- Branden C; Tooze J. Introduction to Protein Structure. New York, NY: Garland Publishing. ISBN 0-8153-2305-0.
- Irwin H. Segel. Enzyme Kinetics: Behavior and Analysis of Rapid Equilibrium and Steady-State Enzyme Systems (Book 44 изд.). Wiley Classics Library. ISBN 0471303097.
- William P. Jencks (1987). Catalysis in Chemistry and Enzymology. Dover Publications. ISBN 0486654605.

## Spoljašnje veze
- Phospho-N-acetylmuramoyl-pentapeptide-transferase на 